# Бьевр, Франсуа-Жорж Марешаль де
Франсуа́-Жорж Мареша́ль, маркиз де Бьевр (фр. François-Georges Maréchal, marquis de Bièvre; 13 ноября 1747, Париж — 24 октября 1789 ) — французский писатель-комедиограф, прославившийся своими остроумными каламбурами и способствовавший моде на каламбуроманию в современном ему французском обществе.

## Биография и творчество
Внук Жоржа Марешаля (1658—1736), одного из известнейших хирургов XVII века, придворного хирурга Людовика XIV и Людовика XV, получившего от последнего аристократический титул. Служил в первой роте мушкетёров.
Представленный Людовику XV, который выразил желание услышать немедленно какой-нибудь каламбур, он сказал:
«Donnez moi un sujet, Sire» (предложите тему [сюже́], сир).
«Faites en un sur moi» (вершите обо мне), — отозвался король.
«Sire, le roi n’est pas un sujet» (сир, король — не тема/не подданный [сюжет]), — был ответ Бьевра.
Этот популярный каламбур вошёл в учебники французского языка; авторское имя было забыто и превращено в «барона де Каламбурга», к которому обращался более современный король — Людовик XVIII
Выйдя в отставку, де Бьевр в 1789 году уехал лечиться на водах в город Спа, откуда переехал в Кобленц (см. эмигранты времён Французской революции). Умер в том же году.

## Издания[3]
Драматургия:
- трагедия «Верцинге́торикс» (Vercingetorix; 1770),
- комедии
  - пятиактная в стихах «Соблазнитель» (Le Séducteur; 1783);
  - пятиактная «Les réputations» (1788), имела мало успеха[8].

Каламбуры:
- «Almanach en calembours» (Париж, 1771) — собрание острот Бьевра;
  - после его смерти Девиль (Albéric Deville, 1774—1832) переиздал сборник Бьевра под заглавием «Бьевриана, или Каламбуры маркиза де Бьевра» («Biévriana, ou Jeux de mots de M. de Bièvre», ed. Albéric Deville. Paris, 1800 и позже; см. издание 1814 года).

## Литературные упоминания
- Сборник каламбуров «Бьевриана» упоминается в ненапечатанном при жизни стихотворении А. С. Пушкина «Конечно презирать не трудно» (1836).